# Софі Кінселла
Мадлен Софі Вікгем, відома під псевдонімом Софі Кінселла (нар. 12 грудня 1969) — британська письменниця у жанрі чік-літ. Насамперед відома як авторка книжкової серії «Шопоголік» (2000—2015).

## Біографія
Народилася 12 грудня 1969 року в Лондоні, Англія. Найстарша дочка педагогів Девіда та Патриції Таунлі. Своє дитинство провела у Вімблдоні, південно-західному передмісті Лондона. Навчалася у Середній школі Путні, Школі св. Марії та Шервонській школі для дівчаток. 1990 року закінчила Нью-коледж (Оксфорд), де спочатку спеціалізувалася на музиці, а згодом перевелася та почала вивчати політологію, філософію та економіку. 1992 року здобула ступінь магістра з економіки в Королівському коледжі.
Перед тим як стати письменницею, Софі працювала фінансовою журналісткою. 1995 року видала свій дебютний роман «Тенісна вечірка». До 2000 року публікувала книги під своїм справжнім іменем. Першою ж книгою, яку авторка підписала псевдонім Софі Кінселла став роман «Таємний світ шопоголіка», який започаткував книжкову серію «Шопоголік» (2000—2015). Головна героїня романів — молода фінансова журналістка на ім'я Бекі Блумвуд, яка дуже любить покупки, але не вміє розумно керувати своїми доходами, тому часто потрапляє у важкі ситуації. 2009 року світ побачив фільм «Зізнання шопоголіка», який знятий на основі перших двох книг серії.

## Особисте життя
1991 року вийшла заміж за Генрі Вікгема, якого зустріла в Оксфорді. Має чотирьох синів та одну дочку — Фреді (1996), Гюго (1998), Оскар (2006), Рекс (2010) та Сібіла (2011).

## Українські переклади
- Софі Кінселла. Пошуки Одрі. — К. : КМ-Букс, 2016. — 320 с. — ISBN 978-966-97554-2-1.
- Софі Кінселла. Моє не надто досконале життя. — К. : КМ-Букс, 2017. — ISBN 978-617-7498-98-7.
- Софі Кінселла. Здивуй мене. — К. : КМ-Букс, 2018. — 448 с. — ISBN 978-966-948-108-5.

## Твори

«Сповідь шопоголіка»

### Як Софі Кінселла
Серія «Шопоголік»
1. The Secret Dreamworld of a Shopaholic (також відома як Confessions of a Shopaholic) (2000) — «Таємний світ шопоголіка» або «Сповідь шопоголіка»;
2. Shopaholic Abroad (також відома як Shopaholic Takes Manhattan) (2001) — «Шопоголік закордоном» або «Шопоголік на Мангеттені»;
3. Shopaholic Ties The Knot (2001) — «Шопоголік і шлюбні узи»;
4. Shopaholic on Honeymoon (безкоштовне оповідання в електронному форматі) (2014) — «Шопоголік та медовий місяць»;
5. Shopaholic & Sister (2004) — «Шопоголік і сестра»;
6. Shopaholic & Baby (2007) — «Шопоголік і немовля»;
7. Mini Shopaholic (2010) — «Мінні Шопоголік»;
8. Shopaholic to the Stars (2014) — «Шопоголік серед зірок»;
9. Shopaholic to the Rescue (2015) — «Шопоголік для порятунку».

#### Самостійні романи
- Can You Keep a Secret? (2003) — «Ти вмієш берегти таємницю»;
- The Undomestic Goddess (2006) — «Богиня на кухні»;
- Remember Me? (2008) — «Пам'ятаєш мене?»;
- Twenties Girl (2009) — «Дівчина і привид»;
- I've Got Your Number (2012) — «У мене є твій номер»;
- Wedding Night (2013) — «Шлюбна ніч»;
- Finding Audrey (2015) — «Пошуки Одрі»;
- My Not So Perfect Life (2017) — «Моє не надто досконале життя»;
- Surprise Me (2018) — «Здивуй мене».

#### Інші
- Girls Night In (2004) (збірка романів, разом із Мег Кабот та Дженніфер Вінер) — «Дівич-вечір».

### Як Мадлен Вікгем
- The Tennis Party (1995) — «Тенісна вечірка»;
- A Desirable Residence (1996) — «Бажане місце проживання»;
- Swimming Pool Sunday (1997) — «Недільний басейн»;
- The Gatecrasher (1998) — «Серцеїдки»;
- The Wedding Girl (1999) — «Наречена»;
- Cocktails for Three (2000) — «Коктейль для трьох»;
- Sleeping Arrangements (2001) — «Іспанські канікули».